# Neal Skupski
Neal Skupski (født 1. december 1989 i Liverpool, Storbritannien) er en professionel tennisspiller fra Storbritannien.